# マインラート・シュッター
マインラート・シュッター（Meinrad Schütter, 1910年9月21日 - 2006年1月12日）は、スイスの作曲家。
クール出身。音楽好きな両親のもとで育ち、小さいころからオトマール・シェックの作品などに触れていた。若いころにはアルテュール・オネゲルやイーゴリ・ストラヴィンスキーの音楽に影響を受けた。チューリッヒ音楽院でピアノ、オルガン、音楽理論を学んだ後、ヴィリー・ブルクハルトに作曲を師事し、1950年から1954年までチューリッヒ大学でパウル・ヒンデミットから教えを受けた。長年の間、チューリッヒの歌劇場でコレペティートルとして働いたが、1976年からフリーランスの作曲家として活動するようになった。
作品にはオペラ、ミサ曲、バレエ、交響曲、ピアノ協奏曲、室内楽曲、ピアノ曲などがある。作風はシェックやヒンデミットの伝統の上に新ウィーン楽派の要素を加味するなど表現主義の影響が色濃い。声楽の分野ではグレゴリオ聖歌からポリフォニーまで幅広く用いている。

## 文献
- In der Reihe “Schweizer Musikerbe”: Meinrad Schütter – Lieder, 1931-1996, CD Uranos, 1996/97
- Meinrad Schütter: Kammermusik - Instrumental begleitete Gesänge 1939-1998, CD Swiss pan/Swiss contemporary music 510316 - eine Koproduktion mit dem Radio DRS II, 2000
- Schütter - Schäuble mit: Klavierkonzert, Pastorale II für Klarinette und Orchester; Musikszene Schweiz MGB CD 6162, 2000
- "Hesperos" 20th Century Songs - Switzerland. Schoeck - Schütter - Scartazzini mit: 7 Ausgewählten Liedern von Meinrad Schütter, CD Guild GMCD 7254
- Duo en treis – Duo zu dritt mit Lieder von Meinrad Schütter, Othmar Schoeck, Jean Sibelius u. Edvard Grieg, CD SwissPan SP 51723 Co-Produktion mit Radio Rumantsch, Chur, 2006
- Swiss String Quartets: Schaeuble - Schütter – Schmid, CD Guild GMCD 7303, 2006